# Tjerv
Tjerv (russisk: Червь) er en russisk spillefilm fra 2006 af Aleksej Muradov.

## Medvirkende
- Sergej Sjnyrjov som Sergej
- Anastasija Sapozjnikova som Ljusja
- Vadim Demtjog som Don Mook
- Dmitrij Persin
- Aleksandr Naumov